# Oleoduto Sibéria-Pacífico
O Oleoduto Sibéria-Pacífico (em russo: Нефтепровод Восточная Сибирь — Тихий океан, ВСТО) é um oleoduto que tem por objetivo transportar petróleo da Rússia para os mercados da Ásia e Pacífico, como o Japão, a República Popular da China e a Coreia do Sul. A tubulação está em construção e é operada pela companhia russa Transneft.